# Передовой (Гомельская область)
Передово́й (бел. Перадавы́) — посёлок в Барбаровском сельсовете Мозырского района Гомельской области Республики Беларусь.

## География

### Расположение
В 200-х метрах от окраины Барбарова, в 30 км на юго-восток от Мозыря, от железнодорожной станции Мозырь (на линии Гомель — Лунинец), 121 км от Гомеля.

### Гидрография
На востоке граничит с озером Бергут.

## Транспортная сеть
Транспортные связи по просёлочной, затем автодороге Гомель — Лунинец. Планировка состоит из прямолинейной улицы, ориентированной почти меридионально и застроенной двусторонне деревянными крестьянскими усадьбами.

## История
В XIX — начале XX вв. здесь был сад помещика, высился католический костёл, находилось католическое кладбище с дворянской фамильной усыпальницей.
Основан в начале 1920-х годов переселенцами из соседних деревень на бывших помещичьих землях. Первые дома появились после 1930 года. В 1932 году жители вступили в колхоз. В Великой Отечественной войне участвовало 15 человек, 7 из них погибли. 11 января 1944 года освобождён от немецкой оккупации. 
Согласно переписи 1959 года в составе колхоза «Серп и молот» (центр — деревня Барбаров), с 2000 года — государственного предприятия совхоз-комбинат «Заря».

## Население

### Численность
- 2022 год — 132 жителя.

### Динамика
- 1959 год — 60 жителей (согласно переписи).
- 2004 год — 58 хозяйств, 198 жителей.
- 2020 год — 144 жителя.
- 2022 год — 132 жителя[1].